# Список філософів епікурейців
Це список епікурейських філософів, упорядкований (приблизно) за датою. Критерії для включення до цього списку досить м'які.
| Ім'я                   | Період                 | Примітки                                                                          |
| ---------------------- | ---------------------- | --------------------------------------------------------------------------------- |
| III століття до н.е.   |                        |                                                                                   |
| Епікур                 | 341-270 до н.е.        | засновник школи                                                                   |
| Поліен з Лампсака      | 345-285 до н.е.        | математик та друг Епікура                                                         |
| Леонтія                | бл. 300р. до н.е.      | філософ, що критикувала Теофраста                                                 |
| Метродор з Лампсака    | 331-278 до н.е.        | улюблений учень Епікура                                                           |
| Тімократ з Лампсака    | бл. 300р. до н.е.      | брат Метродора, відступник від епікуреїзму                                        |
| Батіда з Лампсака      | бл. 300р. до н.е.      | сестра Метродора, дружина Ідоменея                                                |
| Леонтей з Лампсака     | бл. 300р. до н.е.      | учень Епікура, чоловік Темісти                                                    |
| Теміста з Лампсака     | бл. 300р. до н.е.      | учениця Епікура, дружина Леонтея                                                  |
| Карніск                | бл. 300р. до н.е.      | епікуреєць, автор окремої роботи про дружбу                                       |
| Ідоменей з Лампсака    | бл. 325-250рр. до н.е. | друг і учень Епікура, біограф відомих політиків                                   |
| Гермарх з Мітилени     | бл. 325-250рр. до н.е. | другий схоларх школи                                                              |
| Піфокл                 | бл. 323-250рр. до н.е. | учень Епікура, відомий як адресат листів про природу                              |
| Колот з Лампсака       | бл. 320-250рр. до н.е. | один з найвідоміших учнів Епікура                                                 |
| Полістрат              | бл. 290-219рр. до н.е. | третій схоларх школи                                                              |
| Діонісій з Ламптри     | бл. 275-205рр. до н.е. | четвертий схоларх школи                                                           |
| Василід                | бл. 250-175рр. до н.е. | п'ятий схоларх школи                                                              |
| II століття до н.е.    |                        |                                                                                   |
| Феспій                 | бл. 150р. до н.е.      | вчитель Філоніда                                                                  |
| Антіох IV Епіфан       | 215-164 рр. до н.е.    | сирійський цар з династії Селевкідів                                              |
| Філонід з Лаодикеї     | бл. 200-130рр. до н.е. | епікуреєць при дворі Селевкідів                                                   |
| Деметрій I Сотер       | 187-150 рр. до н.е.    | сирійський цар з династії Селевкідів                                              |
| Діоген з Тарса         | бл. 150р. до н.е.      | епікуреєць, який займався питаннями драматургії                                   |
| Діоген з Селевкії      | бл. 150р. до н.е.      | епікуреєць, що жив при дворі в Сирії, там само, де й Філонід                      |
| Алкей та Філіск        | бл. 150р. до н.е.      | філософи-епікурейці, вигнані з Риму в 173 чи 154 роках                            |
| Аполлодор              | бл. 125р. до н.е.      | шостий (відомий по імені) схоларх школи, вчитель Зенона Сідонського               |
| Деметрій з Лаконії     | бл. 150-75рр. до н.е.  | математик та епікуреєць, що вів внутрішню критику в школі                         |
| Зенон Сидонський       | бл. 150-75рр. до н.е.  | епікуреєць, вчитель Філодема з Гадари                                             |
| Гай Амафіній           | бл. 125р. до н.е.      | епікуреєць, офіційно познайомивший Рим із вченням школи                           |
| Тит Альбуцій           | бл. 105р. до н.е.      | оратор та політик                                                                 |
| I століття до н.е.     |                        |                                                                                   |
| Рабірій                | бл. 100р. до н.е.      | автор епікурейських текстів на латині                                             |
| Федр                   | 138-70 гг. до н.э.     | восьмий схоларх школи                                                             |
| Філодем з Гадари       | бл. 110-40 рр. до н.е. | епікуреєць, твори якого зберігались на Віллі Папірусів                            |
| Гай Юлій Цезар         | 100-44 рр. до н.е.     | дискусійна належність до епікурейської філософії                                  |
| Тит Лурецій Кар        | бл. 95-55 рр. до н.е.  | поет-епікуреєць, автор знаменитої роботи "Про природу речей"                      |
| Луцій Кальпурній Пізон | бл. 90-43 рр. до н.е.  | тесть Цезаря, ймовірний власник відомої Вілли Папірусів в Геркуланумі             |
| Патрон                 | бл. 70 р. до н.е.      | лідер школи                                                                       |
| Катій                  | бл. 50 р. до н.е.      | письменник-епікуреєць                                                             |
| Тит Помпоній Аттік     | 110-33 рр. до н.е.     | банкір та покровитель школи, друг Цицерона                                        |
| Сірон                  | бл. 50 р. до н.е.      | епікуреєць, лідер Неаполітанської школи, вчитель Вергілія                         |
| Вергілій               | 70-19 рр. до н.е.      | придворний поет, вважається, що був вкрай близким до епікуреїзму                  |
| Гай Цільній Меценат    | 70-8 рр. до н.е.       | покровитель мистецтв в правління Августа, спонсор Вергілія та Горація, епікуреєць |
| Квінт Горацій Флакк    | 65-8 рр. до н.е.       | придворний поет, спірна причетність до епікурейців                                |
| II століття            |                        |                                                                                   |
| Помпея Плотіна         | 70-123рр.              | дружина імператора Траяна                                                         |
| Діоген з Еноанди       | ок. 125р.              | епікуреєць, який висік вчення Епікура на кам'яній стіні в місті Еноанда           |
| Лукіан з Самосати      | 120-180р.              | сатирик, напівкінік, напівепікуреєць в другій половині своєї творчості            |